# Royal Guard Open 2014
Royal Guard Open 2014 byl tenisový turnaj mužů na profesionálním okruhu ATP World Tour, hraný v městském areálu na otevřených antukových dvorcích. Konal se mezi 3. až 9. únorem 2014 v  chilském přímořském letovisku Viña del Mar jako 21. ročník turnaje. Představoval první turnaj roku probíhající v Latinské Americe a také úvodní část každoročně pořádající čtyřdílné série Golden Swing.
Řadil se do kategorie ATP World Tour 250. Do dvouhry nastoupilo dvacet osm hráčů a ve čtyřhře startovalo šestnáct párů. Celkový rozpočet činil 485 760 dolarů. Nejvýše nasazeným hráčem ve dvouhře se stal patnáctý tenista světa Fabio Fognini z Itálie, který roli favorita potvrdil a soutěž vyhrál.

## Nasazení
| Stát      | Hráč                   | ATP1 | Nasazení |
| --------- | ---------------------- | ---- | -------- |
| Itálie    | Fabio Fognini          | 15.  | 1.       |
| Španělsko | Tommy Robredo          | 16.  | 2.       |
| Španělsko | Nicolás Almagro        | 17.  | 3.       |
| Španělsko | Marcel Granollers      | 35.  | 4.       |
| Francie   | Jérémy Chardy          | 43.  | 5.       |
| Ukrajina  | Alexandr Dolgopolov    | 53.  | 6.       |
| Španělsko | Guillermo García-López | 56.  | 7.       |
| Argentina | Federico Delbonis      | 60.  | 8.       |

- 1 Žebříček ATP k 27. lednu 2014.[2]

## Jiné formy účasti
Následující hráči obdrželi divokou kartu do hlavní soutěže:
- Alexandr Dolgopolov
- Cristian Garín
- Gonzalo Lama

Následující hráči postoupili z kvalifikace:
- Martín Alund
- Thomaz Bellucci
- Taró Daniel
- Rubén Ramírez Hidalgo

## Odhlášení
před zahájením turnaje
- Albert Montañés

## Mužská čtyřhra

### Nasazení
| Stát      | Hráč                 | Stát      | Hráč             | ATP1 | Nasazení |
| --------- | -------------------- | --------- | ---------------- | ---- | -------- |
| Španělsko | Marcel Granollers    | Španělsko | Marc López       | 47.  | 1.       |
| Kolumbie  | Juan Sebastián Cabal | Kolumbie  | Robert Farah     | 94.  | 2.       |
| Rakousko  | Oliver Marach        | Rumunsko  | Florin Mergea    | 97.  | 3.       |
| Uruguay   | Pablo Cuevas         | Argentina | Horacio Zeballos | 97.  | 4.       |

- 1 Žebříček ATP k 27. lednu 2014; číslo je určeno součtem postavení obou členů dvojice na žebříčku čtyřhry.

### Jiné formy účasti
Následující páry obdržely divokou kartu do hlavní soutěže:
- Cristian Garín /  Nicolás Jarry
- Gonzalo Lama /  Juan Carlos Sáez

## Přehled finále

### Mužská dvouhra
- Fabio Fognini vs.  Leonardo Mayer, 6-2, 6-4

### Mužská čtyřhra
- Oliver Marach /  Florin Mergea vs.  Juan Sebastián Cabal /  Robert Farah, 6–3, 6–4